# Kyaukse
Kyaukse est une petite ville de Birmanie (République de l'Union du Myanmar) située dans la Région de Mandalay (district et municipalité de Kyaukse). Elle se trouve à une cinquantaine de kilomètres de Mandalay.
Jadis considérée comme le grenier à blé de la Haute-Birmanie, elle est aujourd'hui connue pour la « danse de (l'éléphant de) Kyaukse », mise en avant durant la campagne gouvernementale « Visit Myanmar Year 1996 ». La région produit du curcuma, des mangues et des oignons. Elle s'est développée relativement vite depuis 1988 et le coup d'État du SLORC, car son président, le général Than Shwe, est originaire de Kyaukse.
La ville possède une université et 2 autres établissements d'enseignement supérieur, ainsi qu'un grand centre commercial.

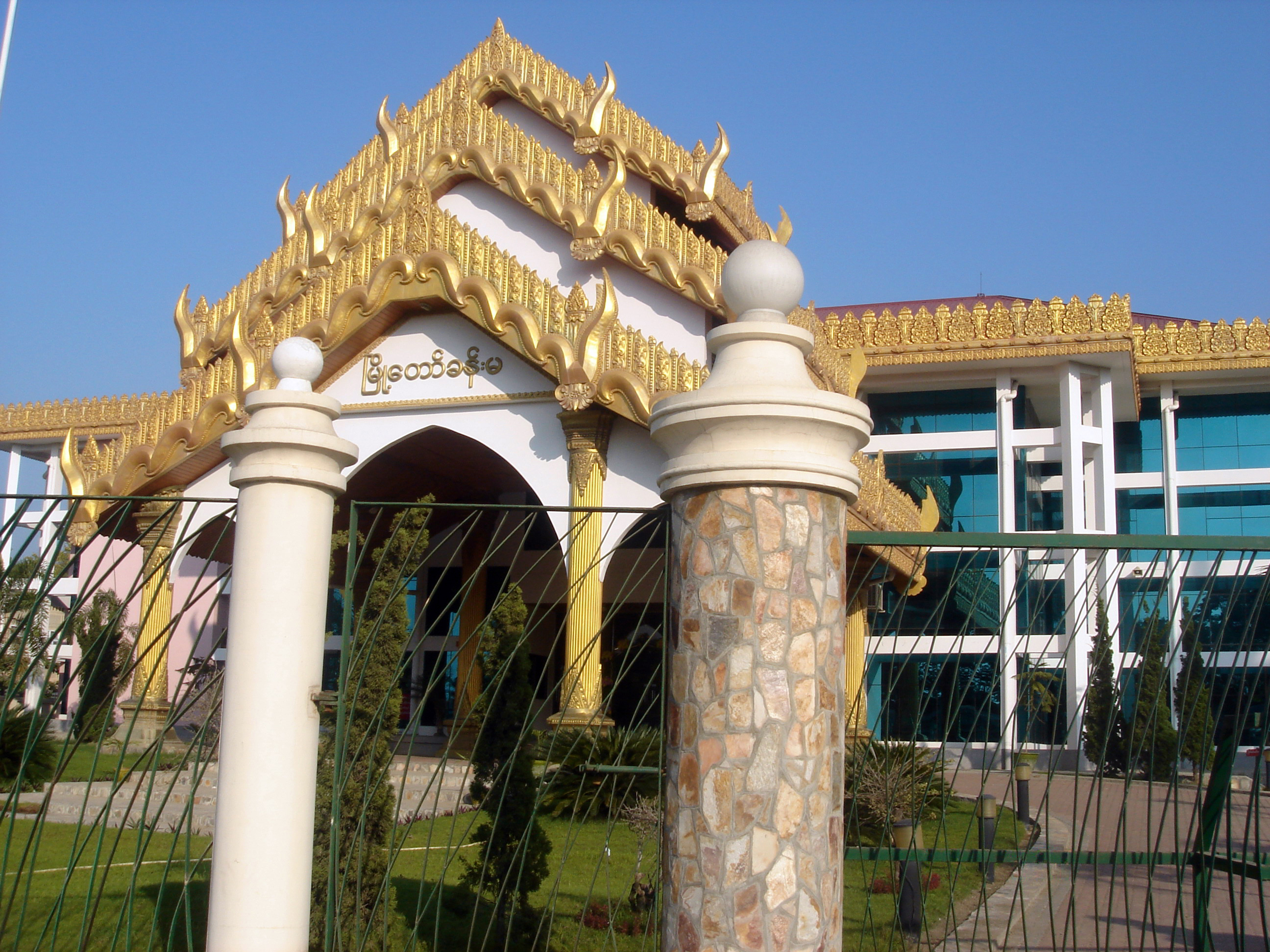
Hôtel de ville de Kyaukse

- (en) Cet article est partiellement ou en totalité issu de l’article de Wikipédia en anglais intitulé « Kyaukse » (voir la liste des auteurs).

## Pogrom en 2003
En 2003 dans la ville de Kyause à lieu un Pogrom envers la communauté musulmane Rohingyas. 
L'un des principal responsable de ce Pogrom est Wirathu, un éminent chef bouddhistes en Birmanie.
Wirathu sera condamné après cela à 25 ans de prison pour haine raciale mais sera libérée en 2012. Durant son séjour en prison il en profitera pour écrire de nombreux textes renforçant son idéologie. 